# Paul Méfano
Paul Méfano (Basora (Irak), 6 de marzo de 1937-15 de septiembre de 2020) fue un compositor y director de orquesta francés.

## Biografía
Paul Méfano nació en Basora el de 6 de marzo de 1937. Conoció a Alfred Cortot, quien le animó a seguir estudios musicales, que comenzó en la École Normale de Musique de Paris. Más tarde ingresó en el Conservatorio de París (CNSMP), donde fue alumno de Andrée Vaurabourg-Honegger, Darius Milhaud y Georges Dandelot. Su formación se completó en los cursos de Basilea, con Pierre Boulez, Karlheinz Stockhausen y Henri Pousseur.
Asistió regularmente a los conciertos del «Domaine musical» así como a los seminarios de Darmstadt. Entró en la clase de Olivier Messiaen en el CNSMP, que le describió como «inquieto, intenso y siempre a la búsqueda de soluciones radicales («inquiet, intense et toujours à la recherche de solutions radicales'»).
En 1965 una de sus obras fue interpretada por primera vez bajo la dirección de Bruno Maderna en el «Domaine musical».
De 1966 a 1968, residió en los Estados Unidos, y después, en 1969, se trasladó a Berlín por una invitación de la Academia alemana de intercambios culturales.
En 1970, regresó a Francia: firmó un contrato con la editorial Salabert y se dedicó a la composición, a la dirección de orquesta y a la animación musical. En 1972, creó el Ensemble 2e2m, grupo que dirigió habitualmente, con el que realizó más de 500 estrenos de obras jóvenes compositores y con el que hizo más de cuarenta grabaciones. Fue fundador de las «Editions du Mordant» para la publicación de la música contemporánea, y de las «Editions Musicales Européennes» (dedicada sobre todo a compositores jóvenes), y produjo varias series notables de radiodifusión.
En 1972 fue nombrado director del Conservatorio de Champigny-sur-Marne, puesto que desempeñó hasta 1988. También fue profesor de composición y orquestación en el Conservatorio de París hasta 2002. Uno de sus estudiantes de dirección orquestal fue el compositor canadiense, Claude Vivier.
En 1996 se hizo cargo como director del Conservatorio de Versalles (hasta el año 2005)
Ha sido distinguido con los siguientes premios y distinciones:
- 1980 - Chevalier de l'Ordre du Mérite.
- 1982 - Grand prix national de la Musique.
- 1985 - Commandeur de l'Ordre des Arts et Lettres.
- 1989 - Prix Sacem de la musique symphonique.

## Su música
Los trabajos de Méfano de los años 1960 pertenecen esencialmente al mundo serial, con mucha influencia de Boulez, aunque ha tenido siempre una sensibilidad individual para la poético en la música, que se manifiesta especialmente en su tratamiento del color instrumental y en su escritura vocal. Tiene también un sentido especial para el drama, como se manifiesta en La cérémonie. A principios de los años 70 experimentó con la electrónica (La messe des voleurs), y con su combinación con instrumentos en vivo.
Muchas de sus obras exploran y desarrollan técnicas contemporáneas para la flauta, como en Captive, Eventails, Gradiva, Traits suspendus o Ensevelie.
Sus trabajos más tempranos (Trois chants crépusculaires) conservan acoplamientos con la tonalidad, a la que vuelve en Micromégas. Desde esa obra ha permanecido fiel a las técnicas seriales.

## Catálogo de obras
| Año       | Obra | Tipo de obra                 | Duración |
| --------- | --- | ---------------------------- | -------- |
| 1956      | Evocations à l'usage des jeunes filles, para piano | Música solista (piano)       | 03:00    |
| 1957      | Croquis pour un adolescent. 6 piezas para piano | Música solista (piano)       | 00:15    |
| 1958      | Involutive, clarinete | Música solista (clarinete)   | 06:00    |
| 1958      | Trois Chants crépusculaires (Texto de Paul Méfano) [I. Rivages: jamais entamés par le jeu - II. Toi, qui rêveur observe les flammes - III. Perçois-tu, humain le futur], para soprano, 3 saxofones, 3 percussions (+ piano), 3 violonchelos | Música vocal (piano)         | 10:00    |
| 1958      | L’âge de la Vie, para soprano, cor y arpa, sobre un poema de Paul Éluard | Música vocal (instrumentos)  | 06:00    |
| 1958      | Cinq pièces, para 2 violines | Música solista (violín)      | 12:00    |
| 1959      | Estampes japonaises, para soprano y 10 instrumentos, para 6 voces [I. Sur les vagues (Hitomaro, 681-729) - II. La Vague (Ninamato No Sanetamo) - III. Pluie (poète anonyme du 8e siècle) - IV. Dans la bise glacée (Ki No Tsurayuki, 883- 946) - V. Dans un jardin (poète anonyme du 12e siècle) [hay 3 versiones: a) Soprano ligera o coloratura y ensemble instrumental - b) Soprano ligera o coloratura y piano reducción - c) Transcription para flauta (pic, flB) y piano]] | Música vocal                 | 7:40     |
| 1959      | Danse bulgare n° 1, según Bartok versión n.° 1 (1959) - versión n.° 2 (1980): para orquesta à cuerdas | Música orquestal             | 01:50    |
| 1959      | Variations libres,según Bartok (versión n.° 1 (1959) - versión n.° 2 (1980): para orquesta à cuerdas | Música orquestal             | 01:40    |
| 1960      | Incidences, para piano y orquesta | Música orquestal             | 15:00    |
| 1959      | Orquestación de Die jagd extracto de los Romances sans paroles de Mendelssohn (revisión para orquesta) | Música orquestal             | 05:00    |
| 1962      | Captive (cadencia extracto de Madrigal), para flauta | Música solista (flauta)      | 02:23    |
| 1962      | Lignes, sobre un texto del compositor, bajo noble y 15 instrumentos | Música vocal (instrumentos)  | 15:00    |
| 1962      | Madrigal (texto según Paul Eluard), para 3 voces de mujeres o 2 voces de mujeres y Haute-Contre y pequeño ensemble instrumental: fl, pno, hp y 4perc | Música vocal (instrumentos)  | 18:00    |
| 1962      | Que l’oiseau se déchire en sables… (poema de Yves Bonnefoy), para voz, clarinete en la y 1 percusionista | Música vocal (instrumentos)  | 3:53     |
| 1960      | Chants crépusculaires, para voz y piano (reducción) |                              | 15:00    |
| 1962      | Mélodies, para soprano, mezzosoprano o Haute-Contre o contralto y ensemble instrumental diverso [1. Nous avons erré longtemps (Omar Kayam), para voz y clarinete en la - 2. La Vague (Ninamato No Sanetamo), para voz y piano - 3. Que l’oiseau se déchire (Yves Bonnefoy), para voz, clarinete en la y percussion - 4. Et l’unique cordeau (Guillaume Apollinaire), para voz, cl en la, trbT, perc, pno, cb - 5. L’Infirmité du feu (Yves Bonnefoy), para voz y 10 instrumentos | Música vocal (instrumentos)  | 20:00    |
| 1964-1965 | Paraboles, sur des poemas d’Yves Bonnefoy, soprano y ensemble (versión A (movimientos 1 a 3), para soprano dramática y ensemble - versión B (movimientos 1 a 4, orquesta sinfónica) | Música vocal instrumental    | 21:00    |
| 1966      | Interférences, para piano, corno soli y 10 instrumentos | Música vocal (instrumentos)  | 10:34    |
| 1970      | La Cérémonie. Oratorio (texto del compositor), para Soprano, Haute-Contre, Baryton, choeurs parlés y 3 grupos de orquesta | Oratorio                     | 15:00    |
| 1970      | Old OEdip, plaisanterie sonore para recitante y figurante, banda magnética, dispositivo electroacústico y modulador de anillos | Música vocal                 | 13:30    |
| 1970      | Intersections, obra electrónica | Música electrónica           | 10:10    |
| 1972      | As you like it?. Pieza aleatoria para pequeña formación variable | Música instrumental          | 10-20:00 |
| 1972      | La Messe des voleurs, para cuarteto vocal, ensemble de cámara, dispositivo electroacústico y banda magnética | Música vocal                 | 75:00    |
| 1972      | Signes/oubli, para 22 instrumentos divididos en 2 groupes | Música vocal                 | 08:07    |
| 1972      | N, para un flautista tocando: piccolo, flauta, flauta alto, flauta baja, dispositivo electroacústico, modulateur y banda magnética | Música solista (flauta)      | 23:30    |
| 1974      | À Bruno Maderna violonchelo solo, 11 cuerdas y sonidos fijados | Música instrumental          | 23:15    |
| 1974      | They (texto: phonemes), para un cantante y sonidos fijados | Música vocal (a capela)      | 23:00    |
| 1975      | Ondes, espaces mouvants, para 10 instrumentos | Música instrumental          | 13:45    |
| 1976      | Placebo Domino in regione vivorum, motete a 6 voces mixtas (S, MzS, A, T, Bar, B) sur un texto del compositor | Música vocal                 | 12:00    |
| 1976      | Eventails, para flauta baja amplificada | Música solista (flauta)      | 10:00    |
| 1976      | Mouvement calme, para cuarteto de cuerdas o ensemble de cuerdas (12 cuerdas) | Música instrumental          | 07:20    |
| 1978      | Gradiva, para flauta octobasse | Música solista (flauta)      | 24:00    |
| 1978      | Périple, para saxofón y dispositivo electroacústico | Música solista (saxofón)     | 06-20:00 |
| 1978      | Périple à 2, para 2 saxofones | Música solista (saxofón)     | 08:35    |
| 1978      | Périple à 4, para 4 saxofones | Música solista (saxofón)     | 06:00    |
| 1979      | Micromégas I (acción musical, Voltaire) [rev. 1983–7 as Micromégas] | Ópera                        | 1:20     |
| 1980      | Traits suspendus, flauta octobasse o flauta baja | Música solista (flauta)      | 06:00    |
| 1983-87   | Micromégas, acción lírica en 7 tableaux (según Voltaire) | Ópera                        | 80:00    |
| 1984      | Scène 3, extracto de la ópera Micromégas (encargo del estado 1983) (Grand-théâtre, Metz) | Ópera                        | 15:00    |
| 1984      | Douce saveur (poema de Nathalie Méfano), para bajo, cor anglais y tuba | Música vocal                 | 05:00    |
| 1986      | Tige, para saxofón o clarinete | Música solista (saxofón)     | 04:00    |
| 1986      | Ensevelie, para flauta solo y échantillonneur pilotada por sintetizador | Música solista (flauta)      | 10:00    |
| 1989      | Voyager, intermedio en Micromégas, para ensemble instrumental | Música instrumental          | 07:20    |
| 1990      | Scintillante, para basson y dispositivo electroacústico (teclado MIDI) | Música de cámara             | 11:00    |
| 1990      | Orquestación de Erwartung de Arnold Schoenberg, orquestación/reducción de Paul Méfano y Michel Decoust, para soprano y 15 instrumentistas | Música orquestal             | 30:00    |
| 1991      | Mémoire de la porte blanche, para piano | Música de piano              | 06:00    |
| 1992      | Asahi, para hautbois y dispositivo | Música solista               | 04:30    |
| 1992      | Matrice des vents, para sho y dispositivo electroacústico | Música instrumental          | 25:00    |
| 1993      | Dragonbass, para bajo, 2 saxofones, sintetizador y banda | Música vocal                 | 15:00    |
| 1995-1996 | Mon ami Emile, une interprétation des Valses de Waldteufel [1.er cahier: Amour et printemps - Les patineurs - Violettes], para flauta, clarinete, piano y cuarteto de cuerdas | Música de cámara             | 25:00    |
| 1995      | Deux mélodies, para soprano, mezzosoprano, Sax., Cl. B., Alto | Música vocal                 | 06:30    |
| 1997      | Trois chants 1958, para soprano, 3 Sax., 3 Perc., 3 Vlc. | Música vocal                 | 10:00    |
| 1998      | Mon ami Emile, une interprétation des Valses de Waldteufel [2e cahier: Roses et Marguerites - Valse de la poupée - Sirènes - Madeleine], para Fl., Cl., Pno, Harmonium y cuarteto de cuerdas | Música de cámara             | 35:00    |
| 1998      | Hélios, para flauta alto y trío de cuerdas | Música de cámara             | 27:00    |
| 1999      | Alone, para violon | Música solista (violín)      | 7:00     |
| 2000      | Étrange/arrêtée/seule froissée, para 2 flautas, violín, violonchelo y percusiones | Música de cámara             | 00:09    |
| 2000      | ...s'égrainent comme le vent, para voz, 2 flautas, violín, violonchelo, y percussion, sobre un texto de Paul Méfano | Música vocal                 | 00:09    |
| 2001      | Luftklang, para sonidos fijados 8 pistas |                              | 22:50<   |
| 2001      | Tronoën, para violonchelo solo | Música solista (violonchelo) | 10:00    |
| 2003      | Ashem, para sonidos fijados, 7 pistas + 1 |                              | 25:00    |
| 2003      | Jades, para flauta, clarinete, guitarra y 2 violonchelos | Música de cámara             | 15:00    |
| 2004      | Batro, para violín y violonchelo | Música de cámara             | 08:00    |
| 2004      | Petit Batro, para violín y violonchelo | Música de cámara             | 06:00    |
| 2004      | Speed, para trompeta | Música solista (trompeta)    | 04:00    |
| 2005      | Instantanées, piezas pedagógicas para diversos instrumentos: flauta, traverso, clarinete, saxofón, hautbois, trompeta, cor, trombón, tuba, piano, orgue, voz sola, voz y piano, percusiones, guitarra, arpa, violín, viola, violonchelo, contrabajo |                              |          |
| 2006      | Cendre, para mezzo-soprano, saxo, trompeta, cor, trombón, échantillonneur y 4 cuerdas |                              | 00:18    |
| 2007      | Hétérotopologie, para soprano barítono, violín, teclado, 5 micros y 4 altavoces, tabla de mezclas 5 entradas minimum |                              |          |
| 2011      | Instantanée, para violonchelo y piano |                              |          |
| 2013      | Der Geier, para voz de mujer alto de cuerdas sonidos fijados y tabla de mezclas de 8 pistas | Música vocal (instrumentos)  | 10:00    |
| 2013      | Le bestiaire des particuliers, para voz y cuarteto de cuerdas | Música vocal (instrumentos)  |          |
| 2013      | NGC602 Quartet | Música de cámara             | 09:56    |
| 2013      | Pré-NGC602, para violín | Música solista (violín)      | 02:10    |
| 2014      | Gematria, para flauta | Música solista (flauta)      | 07:40    |
| (s.d.)    | Chanson pour les petits de 6 à 9 ans | Música vocal                 | 03:00    |

## Discografía
| Obra                              | Interpretación | Discografía                  |
| --------------------------------- | --- | ---------------------------- |
| Ondes (espaces mouvants)          | Paul MEFANO vol. 1 (oeuvres 1974-1989)                                                                              | 2e2m collection 1006         |
| Placebo Domino in regione vivorum | Paul MEFANO vol. 1 (oeuvres 1974-1989)                                                                              | 2e2m collection 1006         |
| Mouvement calme                   | Paul MEFANO vol. 1 (oeuvres 1974-1989)                                                                              | 2e2m collection 1006         |
| A Bruno Maderna                   | Paul MEFANO vol. 1 (oeuvres 1974-1989)                                                                              | 2e2m collection 1006         |
| Ensevelie                         | Paul MEFANO vol. 1 (oeuvres 1974-1989)                                                                              | 2e2m collection 1006         |
| Voyager                           | Paul MEFANO vol. 1 (oeuvres 1974-1989)                                                                              | 2e2m collection 1006         |
| Involutive                        | Paul MEFANO vol. 2 (oeuvres 1958-1972)                                                                              | 2e2m collection 1007         |
| Estampes japonaises               | Paul MEFANO vol. 2 (oeuvres 1958-1972)                                                                              | 2e2m collection 1007         |
| Paraboles                         | Paul MEFANO vol. 2 (oeuvres 1958-1972)                                                                              | 2e2m collection 1007         |
| Interférences                     | Paul MEFANO vol. 2 (oeuvres 1958-1972)                                                                              | 2e2m collection 1007         |
| Lignes                            | Paul MEFANO vol. 2 (oeuvres 1958-1972)                                                                              | 2e2m collection 1007         |
| Signes/oubli                      | Paul MEFANO vol. 2 (oeuvres 1958-1972)                                                                              | 2e2m collection 1007         |
| Scintillante                      | Paul MEFANO vol. 3 (oeuvres 1978-1993)                                                                              | 2e2m collection 1012         |
| Asahi                             | Paul MEFANO vol. 3 (oeuvres 1978-1993)                                                                              | 2e2m collection 1012         |
| Mémoire de la Porte Blanche       | Paul MEFANO vol. 3 (oeuvres 1978-1993)                                                                              | 2e2m collection 1012         |
| Dragonbass                        | Paul MEFANO vol. 3 (oeuvres 1978-1993)                                                                              | 2e2m collection 1012         |
| La Matrice des Vents              | Paul MEFANO vol. 3 (oeuvres 1978-1993)                                                                              | 2e2m collection 1012         |
| Périple à deux                    | Paul MEFANO vol. 3 (oeuvres 1978-1993)                                                                              | 2e2m collection 1012         |
| Madrigal                          | M. Mesplé y I. Jarsky (S), A. Bartelloni (MzS), J. Letroquer (flB) Ensemble 2e2m (Paul Méfano) (Prix Charles Cros)  | CBS 76783                    |
| Eventails                         | M. Mesplé et I. Jarsky (S), A. Bartelloni (MzS), J. Letroquer (flB) Ensemble 2e2m (Paul Méfano) (Prix Charles Cros) | CBS 76783                    |
| Ondes (Espaces mouvants)          | M. Mesplé et I. Jarsky (S), A. Bartelloni (MzS), J. Letroquer (flB) Ensemble 2e2m (Paul Méfano) (Prix Charles Cros) | CBS 76783                    |
| Gradiva                           | Pierre-Yves Artaud (flautas)                                                                                        | Chant du Monde 480 LDX 78700 |
| Traits suspendus                  | Pierre-Yves Artaud (flautas)                                                                                        | Chant du Monde 480 LDX 78700 |
| They                              | Vincent | Munro CBS                    |
| Périple                           | Daniel Kientzy (saxofones)                                                                                          | K7 Salabert SC003            |
| Périple                           | Daniel Kientzy (saxofones)                                                                                          | PAR5303                      |
| Captive                           | Pierre-Yves Artaud (fl), Jacqueline Méfano (pno), Zanesi (regidor electroacústico )                                 | STIL 0203 S84                |
| Cinq estampes japonaises          | Pierre-Yves Artaud (fl), Jacqueline Méfano (pno), Zanesi (regidor electroacústico )                                 | STIL 0203 S84                |
| Eventails                         | Pierre-Yves Artaud (fl), Jacqueline Méfano (pno), Zanesi (regidor electroacústico )                                 | STIL 0203 S84                |
| N                                 | Pierre-Yves Artaud (fl), Jacqueline Méfano (pno), Zanesi (regidor electroacústico )                                 | STIL 0203 S84                |
| Mélodies                          | Dorothy Dorow (S), Ensemble 2e2m, Paul Méfano (dir)                                                                 | Chant du Monde 480 LDX 78686 |